# سیبونگیله املامبو
سیبونگیله املامبو (انگلیسی: Sibongile Mlambo؛ زادهٔ ۲۵ ژوئن ۱۹۹۰) هنرپیشه و رقصنده اهل زیمبابوه است. وی از سال ۱۹۹۷ میلادی تاکنون مشغول فعالیت بوده‌است.

## گزیده فیلمشناسی
از فیلم‌ها یا برنامه‌های تلویزیونی که وی در آن نقش داشته‌است می‌توان به آخرین چهره (۲۰۱۶)، هانی ۳ (۲۰۱۶)، گمشده در فضا، بیراهه (۲۰۱۶)، پیامی از سوی شاه (۲۰۱۶)،زیر دریاچه نقره‌ای (۲۰۱۸)، امریکاز گات تلنت (۲۰۰۹)، حمله متقابل (مجموعه تلویزیونی) (۲۰۱۲)، بادبان‌های سیاه (۲۰۱۴–۱۷)، میهن (مجموعه تلویزیونی) (۲۰۱۴)، تین ولف (۲۰۱۷)، سایرن (مجموعه تلویزیونی) (۲۰۱۸-اکنون)، گمشده در فضا (مجموعه تلویزیونی ۲۰۱۸) (۲۰۱۸-اکنون) و مک‌گیور (۲۰۱۸) اشاره کرد.